# Gintautas Paluckas
Gintautas Paluckas (polaco: /ˈɡʲɪntˠɐʊtˠɐs pˠɐˈlˠʊtskɐs/; Panevėžys, 19 de agosto de 1979) es un político lituano. Es el 15º primer ministro de Lituania desde el 12 de diciembre de 2024.
Paluckas fue vicealcalde de Vilna de 2015 a 2019 y líder del Partido Socialdemócrata Lituano (LSDP) de 2017 a 2021. Paluckas lideró su partido en las elecciones parlamentarias de 2020 y ganó un escaño en el Seimas. En 2024, como líder adjunto del partido, Paluckas participó en las elecciones parlamentarias lituanas, que ganó el LSDP. Como resultado, fue nominado como candidato para el cargo de Primer Ministro de Lituania.

## Educación
Gintautas Paluckas nació el 19 de agosto de 1979 en Panevėžys.  Su padre trabajaba como ingeniero y su madre como economista.  En 1997 Paluckas se graduó en el gimnasio Panevėžys J. Balčikonis. De 2000 a 2001 estudió inglés en una escuela de idiomas en Londres.  En 2003 se graduó en la Facultad de Matemáticas e Informática de la Universidad de Vilnius (VU) y en 2004 en la Escuela Internacional de Negocios. A partir de 2004 estudió en la Facultad de Derecho de la VU. 

## Carrera política
Durante un breve período de su juventud, Paluckas se identificó como conservador y perteneció a la Liga de Jóvenes Conservadores, el ala juvenil de la Unión Patria.   Desde 2003 es miembro del Partido Socialdemócrata Lituano (LSDP). 
De 2003 a 2005 se desempeñó como especialista jefe en la Junta del Fondo Estatal de Seguridad Social de Lituania. (SODRA).  Desde 2005 trabajó como asistente del miembro del Parlamento Europeo Justas Paleckis. De 2007 a 2009 fue Director de Administración del Ayuntamiento de la ciudad de Vilna. 
Desde 2013, Paluckas fue secretario ejecutivo del Partido Socialdemócrata Lituano y miembro del Consejo y de la Junta Directiva del LSDP.
De 2015 a 2019, Paluckas fue vicealcalde de Vilna.  Durante el pico de la crisis migratoria europea de 2015, propuso que la ciudad considerara la posibilidad de formar grupos de jardines de infancia en lengua árabe para acoger a los refugiados que llegaban. 

## Convicción
El 7 de diciembre de 2010, el Tribunal de Distrito Primero de la ciudad de Vilnius declaró a Paluckas culpable de abuso de poder y lo condenó a dos años de prisión con una suspensión de un año, ordenándole no abandonar su lugar de residencia durante más de siete días sin el consentimiento de la institución que supervisa la suspensión de la pena. El tribunal concluyó que Paluckas había abusado de su cargo durante la licitación pública para servicios de exterminio de roedores en Vilnius. Se ordenó a Paluckas pagar más de cincuenta y siete mil litas por daños al municipio de la ciudad de Vilnius. 
En 2012, el veredicto del Primer Tribunal de Distrito de la ciudad de Vilnius fue confirmado por la decisión final e inapelable del Tribunal Supremo de Lituania⁣: Paluckas fue declarado culpable de abuso de poder en una licitación de contratación pública no transparente. 

## Controversias
En febrero de 2018, la Comisión Electoral Central investigó las denuncias de que el hermano de Gintautas Paluckas, Danas, que entonces formaba parte del Ayuntamiento de Palanga, había sido condenado por un delito en Italia en 2006, pero no había declarado este hecho cuando se postuló para el cargo.     Como resultado, Danas Paluckas fue despojado de su mandato, pero negó haber cometido alguna irregularidad. Más tarde, en 2018, el Departamento de seguridad del Estado de Lituania reveló que el grupo empresarial MG Baltic había inventado la historia de Italia como desinformación para desprestigiar a Gintautas Paluckas por asociación, supuestamente porque la empresa estaba insatisfecha con su liderazgo del LSDP. 
En octubre de 2024, una investigación realizada por Linas Jegelevičius para el periódico regional Palangos tiltas reveló que la concejal de la ciudad de Palanga, Svetlana Tučkė, ocupaba el cargo de asistente del Seimas para dos miembros diferentes del Parlamento lituano: Gintautas Paluckas y Tomas Bičiūnas. Desde noviembre de 2020 hasta enero de 2021, Tučkė, miembro del Partido Socialdemócrata, trabajó como asistente de Paluckas con una carga de trabajo del 125%. Desde enero de 2021, Tučkė trabajó a tiempo completo para Paluckas y el 25% para Bičiūnas; al mismo tiempo, se desempeñó como miembro del Ayuntamiento de Palanga. 
En noviembre de 2024, el Baltic News Service (BNS) publicó investigaciones sobre las empresas Garnis y Emus, ambas de propiedad conjunta de Paluckas y Mindaugas Milašauskas. BNS reveló que la empresa de almacenamiento de baterías Garnis, en la que Paluckas tiene una participación del 49%, compra baterías de fosfato de hierro y litio de China.  El director general de Garnis, Andrius Aglinskas, afirmó que los productos de la compañía aún están en una fase de prototipo, pero no descartó que el producto final pudiera incorporar baterías de China debido a la falta de equivalentes de fabricación europea. La empresa de electrodomésticos Emus, en la que Paluckas posee una participación del 51%, pretende aplicar una "política de China cero", pero importa algunos componentes de China, que supuestamente representan menos del 1% de sus compras de materias primas.  Los informes surgieron poco después de que Paluckas anunciara su intención de normalizar las relaciones entre China y Lituania, que habían sido cortadas por China debido al apoyo del gobierno lituano anterior a la apertura de una oficina de representación taiwanesa en Vilnius. 

## Vida personal
Gintautas Paluckas está casado con Ilma Paluckė.  Tienen dos hijos.  En 2023, Paluckas era el segundo miembro más rico del Seimas, con 2,13 millones de euros en activos.  Su familia posee un huerto de nogales en Turquía, ⁣así como una parcela de tierra en Brasil. 
Además de su lituano natal, Paluckas habla inglés con fluidez, ruso competente y español y portugués básicos.  Sus pasatiempos incluyen pescar, jugar al baloncesto y criar pollos y patos.   Paluckas es miembro de la Unión de Fusileros de Lituania. 
Es autor de varios artículos y reseñas políticas en la prensa nacional. 